# Érize-la-Petite
Érize-la-Petite är en kommun i departementet Meuse i regionen Grand Est (tidigare regionen Lorraine) i nordöstra Frankrike. Kommunen ligger i kantonen Vaubecourt som tillhör arrondissementet Bar-le-Duc. År 2022 hade Érize-la-Petite 43 invånare.

## Befolkningsutveckling
Antalet invånare i kommunen Érize-la-Petite
| Referens: INSEE |